# 高松市コミュニティバス

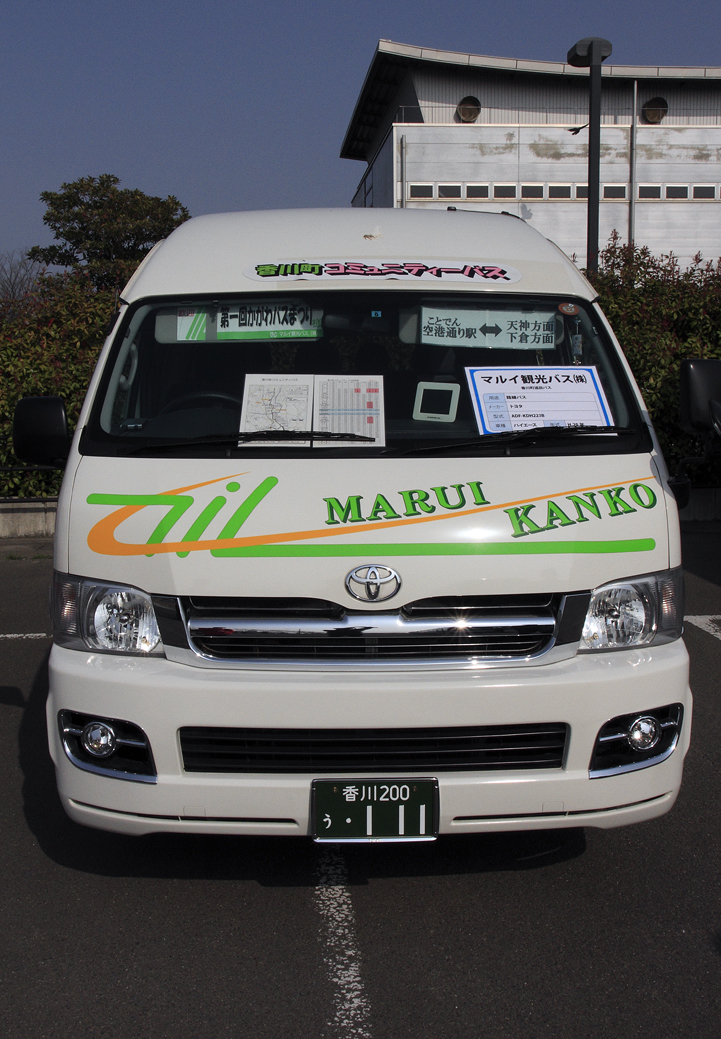
香川町コミュニティバス
マルイ観光バスの車両
（トヨタ・ハイエース）

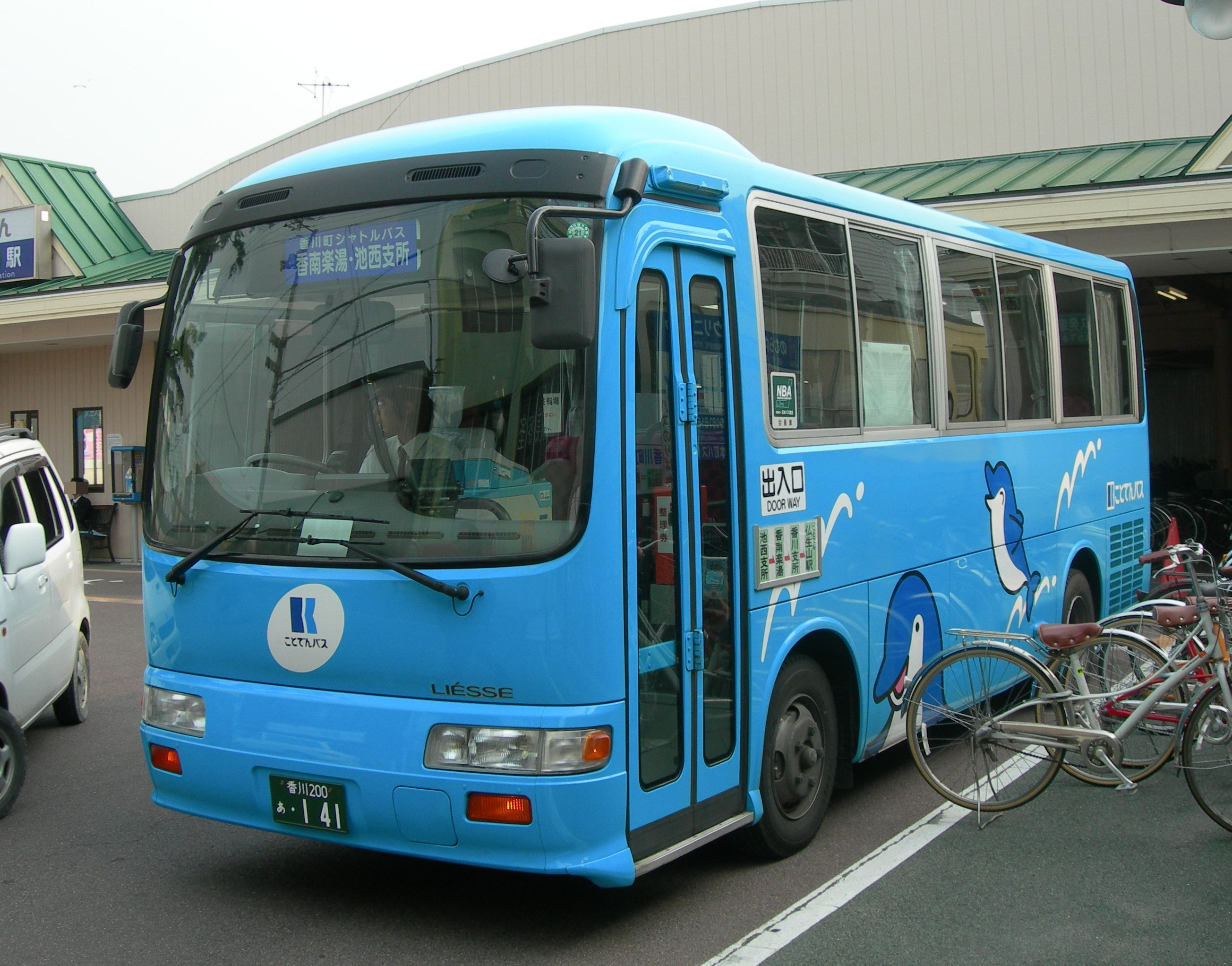
香川町シャトルバス
ことでんバス時代の車両
（日野・リエッセ）

高松市コミュニティバス（たかまつしコミュニティバス）は、香川県高松市が運行するコミュニティバスである。コミュニティバス4路線、乗合タクシー1路線を運行する。

## 概要
合併前の各町（塩江町・香川町・国分寺町）が運行していたコミュニティバスを併せて路線網を構成している。
香川町シャトルバスは2007年から旧・香南町地区まで運行されている。合併前から継続してことでんバスが運行していたが、2018年8月31日をもって撤退し、翌9月1日からはマルイ観光バスが運行している。
国分寺町コミュニティバスは、旧国分寺町営バスの運行開始から継続してあさひ交通が運行していたが、2010年6月30日をもって撤退し、翌7月1日からはマルイ観光バスが運行している。

## 運賃・乗車券類
- 運賃支払いにはIrucaが利用できる（山田地区乗合タクシー「どんぐり号」を含む）[1]。

## 現行路線

### 塩江町コミュニティバス
- （塩江中 - ）塩江 - 塩江病院 - （城原 - 上西小前） - 一ツ内 - 奥の湯温泉（ - 松尾）
- 塩江 - 塩江病院 - （城原 - 上西小前） - 一ツ内 - 奥の湯温泉 - 一ツ内 - 大屋敷橋
  - 塩江中 - 塩江、奥の湯温泉 - 松尾、一ツ内 - 大屋敷橋間はデマンド運行。
    - 大屋敷橋方面は月・木曜日、松尾方面は火・水・金曜日に運行。
- （奥の湯温泉方面より直通）塩江→上地→さぬき温泉→中筋→塩江
  - 月・木・土曜日運行。
- （奥の湯温泉方面より直通）塩江→菅沢→小田→塩江
  - 火・水・金曜日運行。

マルイ観光バスが運行する（1998年10月1日運行開始）。旧塩江町地区を運行する。
塩江バス停でことでんバス塩江線と接続する。日曜・祝日・年末年始（12月29日 - 1月3日）は運休。

### 香川町コミュニティバス
- 空港通り駅 - 総合体育館前 - 香川総合センター - 日生ニュータウン - 川添温泉口 - 天神 - 下倉

マルイ観光バスが運行する（1998年10月1日運行開始）。旧香川町地区を運行する。
空港通り駅バス停で琴電琴平線と接続する。天神を起終点とする区間便が設定されている。日曜・祝日・年末年始（12月29日 - 1月3日）は運休。

### 香川町シャトルバス
- 市立みんなの病院 - 仏生山駅西口 - 坂下 - 香川総合センター - 長神・キョーエイ空港店 - 香南歴史民俗郷土館 - 香南支所 - 池西支所

マルイ観光バスが運行する（2018年9月1日から）。2018年8月31日までは、ことでんバスが運行していた。
仏生山駅西口バス停で高松琴平電気鉄道（琴電）琴平線と接続する。香南支所バス停でことでんバス由佐線との乗り継ぎが可能。日曜・祝日・年末年始（12月29日 - 1月3日）は運休。

### 国分寺町コミュニティバス
- はくちょう温泉 - 橘ノ丘総合運動公園 - 端岡駅前 - （マルナカ前） - 国分寺総合センター前 - 南部小学校東 - 岡本駅前
  - 端岡駅前バス停でJR予讃線と、岡本駅前バス停で琴電琴平線との乗り継ぎが可能。
- 端岡駅前 - 国分駅前 - 端岡駅北 - 県営プール前 - 国分寺総合センター前 - 橘ノ丘総合運動公園 - はくちょう温泉
  - 端岡駅前、国分駅前、端岡駅北の各バス停でJR予讃線と、県営プール前バス停でことでんバス御厩・県立プール線との乗り継ぎが可能。

マルイ観光バスが運行する（2010年7月1日から）。2000年5月25日の運行開始から2010年6月30日までは、あさひ交通が運行していた。旧国分寺町地区を運行する。
日曜・祝日・年末年始（12月29日 - 1月3日）は運休。

### 山田地区乗合タクシー「どんぐり号」
- 西植田コミュニティセンター - 東植田コミュニティセンター - JA植田支店 - 公渕公園口 - フジグラン十川 - JA十河支店 - 高田駅 - JA十河支店 - ムーミー川島店 - そごうクリニック - 山田支所 - 三好内科
  - 西植田コミュニティセンター - 公渕公園口間はフリー乗降区間。
- 西植田コミュニティセンター - ローソン前 - 池田川 - 池田本村
  - 通学線として、朝夕に1便ずつ運行。

愛称は「どんぐり号」。地元自治会などで構成する「山田地区乗合タクシー等実行委員会」が運行主体となり、高松市から助成を受け、2003年（平成15年）12月に乗合タクシーの試験運行を開始、2006年（平成18年）4月から本格運行へ移行した。東讃交通が運行する。
高田駅バス停で琴電長尾線、ことでんバス大学病院線と、フジグラン十川バス停でことでんバスフジグラン十川線との乗り継ぎが可能。

## 過去の路線

### ショッピング・レインボー循環バス
- ことでんバスが受託運行していたが、利用客増加で黒字となり、2006年にことでんバスの自主運行路線へ移行した。

### 高松西部地区乗合タクシー
- 平成タクシー（平成レッグス）[2]と日新タクシーが運行していた。2016年10月1日から運行休止中。